# Croce frecciata

Bandiera del Partito della Croce Frecciata

La Croce frecciata (Nyilaskereszt) è un simbolo nato in Ungheria negli anni trenta come simbolo del partito fascista ungherese, il Partito della Croce Frecciata, diretto da Ferenc Szálasi, ex-maggiore dell'esercito. Tra i leader del Consiglio Nazionale della Croce frecciata vi furono, dopo Szálasi, Jeno Szollosi, Josef Gera e Ferenc Kassai-Schallmajer. Nel 1939 contava circa 500.000 membri e vinse 31 seggi nelle elezioni parlamentari. Il Partito della Croce frecciata governò l'Ungheria dal 15 ottobre 1944 al gennaio 1945, quando l'Unione Sovietica occupò l'Ungheria. Durante il breve periodo al potere, il Partito mandò 80.000 ebrei nelle marce della morte verso il confine austriaco. Dopo la guerra, Szálasi e gli altri leader del partito furono considerati criminali di guerra dai tribunali ungheresi. Il simbolo della croce frecciata è fuorilegge in Ungheria.
Il simbolo consiste di due frecce nere a doppia terminazione, unite nella configurazione di una croce su uno sfondo circolare bianco, simile alla svastica nazista.